# Date with the Night
"Date with the Night" – pierwszy singel z albumu Fever to Tell, wydanego przez amerykański zespół Yeah Yeah Yeahs. Na stronie B znajduje się utwór "Yeah! New York", który jest również utworem bonusowym na brytyjskim wydaniu Fever to Tell, oraz remiks utworu "Bang" z debiutanckiego EP zatytułowanego Yeah Yeah Yeahs. Singel zajął 16. miejsce w UK Single Chart. Utwór jest również dostępny do ściągnięcia w muzycznej grze komputerowej Rock Band.

## Lista utworów
1. "Date with the Night"
2. "Yeah! New York"
3. "Bang" (remix)
4. "Date with the Night" (teledysk)